# منگوماین
منگوماین (به لاتین: Mengomeyén) یک شهر در گینه استوایی است که در وله نزا واقع شده‌است. منگوماین ۱۵،۶۴۴ نفر جمعیت دارد.